# 郭亮 (順治進士)
郭亮，江南人，清朝政治人物、進士出身。
順治四年，登進士，后任陝西隆德縣知縣。順治十一年，任戶科給事中。順治十二年，改刑科右給事中。順治十三年，任工科左給事中。順治十四年，任工科都給事中、陝西按察使司副使、西寧道。順治十六年，任湖廣布政使司參政，分守上荊南道。